# La Machine (film, 1977)
Pour les articles homonymes, voir La Machine.
Pour plus de détails, voir Fiche technique et Distribution.
La Machine est un film français de Paul Vecchiali, sorti en 1977.

## Synopsis
Pierre Lentier, est jugé pour avoir tué une fillette dont il tentait d'abuser. Son procès se mue en débat autour du thème de la peine de mort. Tous les moyens sont bons pour instruire l'enquête et pour rechercher la vérité et les motivations de l'accusé. Entre non-dits et "non-dicibles", meurtrier, commissaires, psychiatres, famille, proches, voisins, badauds, grand public oscillent au prix de quelques interprétations qui embrument une vérité qui s'avérera tout aussi simple qu'insupportable.

## Fiche technique
- Titre : La Machine
- Réalisation : Paul Vecchiali, assistant réalisateur : Gérard Frot-Coutaz
- Scénario et montage : Paul Vecchiali
- Photographie : Georges Strouvé
- Son : Antoine Bonfanti
- Musique : Roland Vincent
- Production : Diagonale
- Tournage : du 22 janvier au 16 mars 1977
- Format : couleur - 1,66:1  - son mono
- Genre : drame
- Durée : 100 minutes
- Date de sortie : 
  - France : 14 septembre 1977

## Distribution
- Jean-Christophe Bouvet : Pierre Lentier
- Sonia Saviange : Jeanne Dumont, la mère de Pierre
- Monique Mélinand : Le juge d'instruction
- Maurice Gautier : Le commissaire de police
- Serge Ferragutti : Pascal Delgao (le père d'Arlette)
- Linda Gutemberg : Linda Delgao (la mère d'Arlette)
- Danièle Gain : Suzy
- Frédéric Norbert : Fred
- Michel Delahaye : Platon
- Jean-Claude Guiguet : Mistigri
- Marie-Claude Treilhou : Mimine
- Gérard Blain : Le journaliste
- Louis Lyonnet : Un psychiatre
- Paulette Bouvet : Lina
- Hélène Surgère : Une psychiatre
- Paul Vecchiali : Maître Altiani
- Philippe Nahoun : Le médecin légiste
- Michèle Amiel : Une journaliste
- Max Amyl : Un officiel
- Jean-Pierre Barrault : Un témoin, employé des PTT
- Bernadette Bauer : La mère de Fred
- Alain Beignon : Le serveur
- Pierre Belot : Le patron
- Jean-Claude Biette : Un témoin, employé des PTT
- Pierre Bonzans : Un officiel
- Liza Braconnier : Une psychiatre
- Serge Casado : Pupuce
- Philippe Chemin :Philippe
- Cécile Clairval : Une journaliste
- Jean-Louis Cros : Le substitut
- Philippe de Poix : L'aristo
- El Kebir : Un témoin
- Denise Farchy : Betty Boop
- Gérard Frot-Coutaz : Partie civile
- Marcel Gassouk : Le contremaître
- Micheline Godignon : L'institutrice
- Jacques Grant : Un journaliste
- Jean-Michel Guillery : Un psychiatre
- Gaston Haustrate : Le député socialiste
- Jacqueline Lajeunesse : Astérix
- Jean Launay : Un officiel
- Manolo Otero : Le bourreau
- Dominique Rabourdin :Un journaliste
- Martine Redon : L'avocate
- Michèle Savin : La voisine
- Noël Simsolo : Un journaliste
- Jean-François Stévenin : L'évêque
- Michèle Veinard : La patronne du restaurant
- Séverine Vincent : La voix d'Arlette

Avec également la voix de Julien Guiomar.

## Édition
Le film, sous le titre La Machine, est édité en cassette VHS par la société Fil à Film en 1980. Il n'a pas initialement fait l'objet d'une réédition en DVD, mais a ultérieurement fait l'objet d'une coédition comprenant livre+extraits+DVD+boni par les Éditions de l'Œil et la Traverse en 2015.